# Суворов, Василий Иванович (Герой Советского Союза)
Василий Иванович Суворов (1921—1990) — ефрейтор Рабоче-крестьянской Красной Армии, участник Великой Отечественной войны, Герой Советского Союза (1945).

## Биография
Василий Суворов родился 15 мая 1921 года в селе Белокаменка (ныне — Колышлейский район Пензенской области). С раннего возраста проживал в посёлке Горки Тындинского района Амурской области, окончил там школу и работал в леспромхозе. В феврале 1942 года был призван на службу в Рабоче-крестьянскую Красную Армию и направлен на фронт Великой Отечественной войны.
К январю 1945 года ефрейтор Василий Суворов был понтонёром 135-го отдельного моторизованного понтонно-мостового батальона 6-й понтонно-мостовой бригады 1-го Украинского фронта. Отличился во время форсирования Одера. 25-27 января 1945 года Суворов с товарищами построил мосты через Одер в районе населённого пункта Раттвиц (ныне Ratowice, гмина Черница, Вроцлавский повят, Нижнесилезское воеводство, Польша) и южнее Штейнау. После этого он продолжал строить другие мосты, переправляя боевую технику.
Указом Президиума Верховного Совета СССР от 10 апреля 1945 года за «образцовое выполнение заданий командования и проявленные мужество и героизм в боях с немецкими захватчиками» ефрейтор Василий Суворов был удостоен высокого звания Героя Советского Союза с вручением ордена Ленина и медали «Золотая Звезда» за номером 6067.
После окончания войны Суворов был демобилизован. Проживал и работал в посёлке Новобурейский Бурейского района Амурской области. Умер 6 июля 1990 года, похоронен в Новобурейском.
Был также награждён орденами Отечественной войны 1-й степени, Красной Звезды и Славы 3-й степени и рядом медалей.
В честь Суворова названы улицы в Колышлее и Ушумуне.